# Joe Klotz
Joe Klotz é um editor de cinema norte-americano. Como reconhecimento, foi nomeado ao Oscar 2010 na categoria de Melhor Edição por Precious.